# Pečený sněhulák
Pečený sněhulák je český zábavný skečový pořad, který s podtitulem Pořad, který má koule vysílala Česká televize v roce 2014. Režiséři byli Jakub  Kohák a Vladimír Skórka. Scenáristou byl Martin Šimíček, se kterým na scénáři spolupracovali například Jakub  Kohák, Vladimír Polák nebo Vladimír Skórka. Deklarovanou ambicí původně bylo navázat na tradice populárních zahraničních vzorů, jakými jsou např. Monty Pythonův létající cirkus, Malá Velká Británie, Big Train a další.

## Účinkující
- Josef Kaluža
- Albert Čuba
- Roman Štabrňák
- Roman Mrázik
- Tomáš Grohregin
- Jakub Kohák
- Kateřina Janečková
- Vladimír Polák
- Štěpán Kozub
- Veronika Macková
- Zuzana Truplová
- Vladimír Skórka
- David Kania
- Jiří Sedláček
- Vladislav Georgiev
- Petra Kocmanová
- David Tobiasz
- Patrik Hezucký
- Martin Šimíček